# Asma Mohamed Abdalla
Asma Mohamed Abdalla (também: Asmaa, Abdallah, Abdullah; em árabe: أسماء محمد عبد الله) é uma diplomata sudanesa. Ela se tornou a primeira Ministra das Relações Exteriores do Sudão no início de setembro de 2019, no gabinete de transição do primeiro-ministro Abdalla Hamdok, durante a transição sudanesa de 2019 para a democracia.

## Infância e educação
Asma Abdalla nasceu em 1946, em Cartum, capital do Sudão. Ela se formou em 1971 na Universidade de Cartum depois de estudar economia e ciências políticas.

## Carreira diplomática
Asma Abdalla foi embaixadora sudanesa, empregada pelo Ministério das Relações Exteriores do Sudão, antes da presidência de Omar al-Bashir. Ela foi uma das três primeiras mulheres contratadas pelo Ministério do Exterior. Asma Abdalla foi demitida do Ministério após o golpe de estado sudanês de 1989, que levou Omar al-Bashir ao poder e perseguido pelo novo governo.
De acordo com os registros digitalizados do Fundo das Nações Unidas para a Infância (UNICEF) de 1990, Asma Abdalla foi a quarta vice-presidente do Conselho Executivo do UNICEF, durante 1990/1991. Uma lista de 2010 da UNICEF sobre a história do Conselho Executivo do UNICEF contesta isso, alegando que Chipo Zindoga do Zimbábue foi a quarta vice-presidente durante 1990/1991 e 1991/1992 e que Asma Abdalla nunca foi membro do Conselho Executivo do UNICEF, até e incluindo 2010.
Em resposta à sua perseguição pelo governo al-Bashir, Asma Abdalla escolheu viver exilada no Marrocos, onde trabalhou como consultora de organizações internacionais, incluindo a Organização Educacional, Científica e Cultural Islâmica (ISESCO).

## Protestos sudaneses de 2018-19
Durante os protestos sudaneses de 2018-19, Asma Abdalla se juntou às Forças de Liberdade e Mudança (FFC), tornando-se membro da equipe de Política Externa da FFC.

## Ministra de relações exteriores
Asma Abdalla foi adicionada pelo primeiro-ministro Abdalla Hamdok à lista de candidatos a ministro fornecida a ele pelo FFC, com base em seu papel na oposição ao governo de al-Bashir, seu apoio aos protestos que pedem mudanças políticas e sua experiência diplomática. Hamdok a escolheu antes dos outros candidatos. Asma Abdalla tornou-se assim a primeira Ministra das Relações Exteriores do Sudão, no início de setembro de 2019, no Gabinete de Transição da transição sudanesa de 2019 para a democracia.